# Nikos Dendias
Nikos Dendias, grec. Νίκος Δένδιας (ur. 7 października 1959 w Korfu) – grecki polityk i prawnik, parlamentarzysta, minister służb publicznych (2012–2014), minister rozwoju (2014), minister obrony narodowej (2014–2015, od 2023), minister spraw zagranicznych (2019–2023).

## Życiorys
Ukończył w 1983 studia prawnicze na Uniwersytecie Narodowym im. Kapodistriasa w Atenach. W 1984 uzyskał magisterium na University of London. Kształcił się również na University College London oraz w London School of Economics. Zawodowo praktykował jako prawnik.
W 1978 wstąpił do Nowej Demokracji, podjął również działalność w jej organizacji młodzieżowej ONNED oraz organizacji studenckiej DAP/NDFK. Został przewodniczącym stowarzyszenia kulturalnego regionu Wyspy Jońskie. W 2004 po raz pierwszy uzyskał mandat posła do Parlamentu Hellenów w okręgu wyborczym Korfu. Z powodzeniem ubiegał się o reelekcję w wyborach w 2007, 2009, maju 2012, czerwcu 2012, styczniu 2015, wrześniu 2015, 2019, maju 2023 i czerwcu 2023.
W czerwcu 2012 wszedł w skład rządu Andonisa Samarasa jako minister służb publicznych i ochrony obywateli. W czerwcu 2014 przeszedł na stanowisko ministra rozwoju i konkurencyjności. W listopadzie tegoż roku w tym samym gabinecie został natomiast ministrem obrony narodowej, resortem tym kierował do stycznia 2015. W lipcu 2019 nowy premier Kiriakos Mitsotakis powierzył mu funkcję ministra spraw zagranicznych, stanowisko to zajmował do maja 2023. W czerwcu 2023 w nowo powołanym drugim rządzie Kiriakosa Mitsotakisa ponownie objął urząd ministra obrony narodowej.